# Стефан Кулинић
Бан Стефан Кулинић, или Стефан (Степан) I Босански је био трећи у писаним изворима по имену забележени бан босанске државе, али није јасно када је био бан између Кулинове изјаве из априла 1203. године и маја 1233. године, када је Нинослав био велики бан Босне.
Постоји замисао да је био син бана Кулина и његове супруге Војславе. То није могуће доказати никаквим писаним извором, али ни потпуно одбацити. Нема извора који говори да је Кулина наследио син Степан I, или неко ко је преотео власт Кулиновом сину.
Није јасно ни да ли је био само један бан између бана Кулина, који је био жив у априлу 1203. године,и „великог бана” Нинослава који је владао око 1232. Из папске преписке сазнајемо мало да је 1236. кнез у Усори Себислав, а да је он син тада преминулог „Стефана бана Босне”. Степан I је изгледа био припадник Цркве босанске.
Бан Стефан I Босански и његова супруга, Анцила, имали су сина Себислава, који је око 1236. био кнез Усорски. Постоји замисао да је после смрти бана Степана I Босанског његов син Сибислав био протеран из средишње Босне (од Нинослава?) и уз подршку краља Угарске постао кнез у Усори.
После Стефана (Степана) I Босанског у Босни су владала најмање два бана са именом Стефан (вероватно у српском језику у Босни изговарано као Степан). Једино сагласно изворима и употребљиво име за првог у том низу од најмање три, а вероватно четири, бана Босне са истим именом је Стефан (Степан) I Босански.

## Извори и литература
- Логос, Александар А. (2017). Историја Срба I (PDF). Београд. ISBN 978-86-85117-37-4.
- Анчић, Младен (2005). Касносредњовековни Столац, Повијесни прилози 29.
- Ћирковић, Сима (1964). Историја средњовековне босанске државе. Београд: Српска књижевна задруга.
- Накаш, Лејла (2011). Конкордацијски рјечник ћирилских повеља средњовјековне Босне. Сарајево.[мртва веза]
- Fejér, Georgius (1829). Codex diplomaticus Hungariae ecclesiasticus ac civilis, Tomi IV, Vol. 1. Budae.
- Fejér, Georgius (1829). Codex diplomaticus Hungariae ecclesiasticus ac civilis, Tomi II. Budae.
- Логос, Александар А. (2016). Историја Срба, 2. измењено издање. Београд. ISBN 978-86-85117-31-2.